# Ernst Dragendorff
Ernst Georg Dragendorff (* 27. Juli 1869 in Dorpat; † 28. März 1938 in Rostock) war ein deutscher Historiker und Archivar.

## Leben
Ernst Dragendorff war der älteste Sohn des Pharmazeuten Georg Dragendorff. Er studierte Geschichte an der Universität in Heidelberg, der Kaiserlichen Universität Dorpat und der Universität Berlin, wo er 1894 mit einer Dissertation Ueber die Beamten des Deutschen Ordens in Livland während des 13. Jahrhunderts zum Dr. phil. promoviert wurde. Dragendorff war von 1905 bis 1936 als Nachfolger von Karl Koppmann Archivar der Hansestadt Rostock und verfasste als Autor zahlreiche Schriften zur Geschichte Rostocks und der Hanse. Er war seit 1905 Vorstandsmitglied des Vereins für Rostocks Altertümer. Als Leiter des Museums Rostock und zugleich des Stadtarchivs folgte ihm 1936 Hans Arnold Gräbke nach.
Der Archäologe Hans Dragendorff und der Anatom Otto Dragendorff waren seine jüngeren Brüder.

## Schriften
- Zur Geschichte des Amts der Wassermüller zu Rostock. 1902
- mit Ludwig Krause (Hrsg.): Das Rostocker Weinbuch von 1382 bis 1391. Festschrift für die Jahresversammlung des Hansischen Geschichtsvereins und des Vereins für niederdeutsche Sprachforschung im Auftrage der Seestadt Rostock veröffentlicht vom Verein für Rostocker Altertümer. Adler, Rostock 1908, urn:nbn:de:bsz:14-db-id18429680258.